# ماركنويكيرشن
ماركنويكيرشن (بالألمانية: Markneukirchen) هي بلدة ألمانية تقع في ألمانيا في ساكسونيا.  يقدر عدد سكانها بـ 8,072 نسمة .

## أعلام
- كريستيان فريدريك مارتن
- بيرنت مولر
- رولاند زيمر